# Saint-Congard
Saint-Congard é uma comuna francesa na região administrativa da Bretanha, no departamento Morbihan. Estende-se por uma área de 22,13 km². Em 2010 a comuna tinha 797 habitantes (densidade: 36 hab./km²).